# 盧斯卡
盧斯卡（英語：Lusca）是一種加勒比民間傳說中的海怪名字，據說該海怪存在於巴哈馬群島安德羅斯島附近的藍洞地區。

## 描述
在加勒比民間傳說中，盧斯卡一名指在海中深處徘徊、以毫無戒心的人類為食的致命海怪，會在墨西哥灣和墨西哥海岸附近地區狩獵和潛行。據說盧斯卡斯住在加勒比海的藍洞裡，此地形被學者認為適合此海怪棲息。該地區的漁民都會避開這些危險之處，並警告潛水員和遊客。
盧斯卡通常被描述為巨型章魚、巨型烏賊，或者半鯊魚半章魚的生物（類似電影《八爪狂鯊》中的形象）。據說體長超過75英尺（23米），但沒有證據表明現存的章魚物種的長度能達此數字的一半。

## 流行文化形象
傑洛米·韋德在電視節目《河中巨怪》第八季第四集〈天堂中的恐懼〉（Terror in Paradise）中，對盧斯卡怪物攻擊游泳者和潛水員的報導進行了調查。在調查了礁鯊、虎鯊和北太平洋巨型章魚後，韋德認定盧斯卡怪物的真面目最有可能是尚未被發現的大型章魚物種。
加勒比影展盧斯卡奇幻影展以此海怪命名；該活動每年都會在波多黎各舉辦為期一週，也是加勒比地區第一個也是唯一一個國際奇幻影展。
2015年發售的電子遊戲《荒岛求生》中，玩家將對抗名為巨型盧斯卡（Lusca the Great）的巨型烏賊敵人。
在電視節目《改造島》中，布萊恩·鮑姆勒（Bryan Baeumler）和莎拉·鮑姆勒（Sarah Baeumler）努力翻新南安德羅斯的一座度假村，度假村的主餐廳被命名為盧斯卡，以紀念這種海洋生物。